# Antonio de Santo Estevão
Antonio de Santo Estevão (Lissabon, 1548 - april 1608) was een Portugees bisschop. Hij was de 2e bisschop van São Salvador da Congo, het tegenwoordige aartsbisdom Luanda.
De Santo Estevão werd op 15 juli 1604 tot bisschop benoemd van het bisdom São Salvador da Congo in Angola, twee jaar na de dood van zijn voorganger, Miguel Rangel, op 16 augustus 1602. Hij bleef bisschop van São Salvador da Congo tot zijn dood in april 1608 en werd opgevolgd door Manuel Baptista.